# Racing Club de France (basket-ball, féminines)
Le Lagardère Paris Racing, ou Racing club de France, est un club féminin français de basket-ball évoluant en NF2, 3e division du championnat de France. Le club, section du club omnisports du Racing Club de France, est basé dans la ville de Paris.
Son homologue masculin a lui aussi évolué dans l'élite sous ce nom, puis est devenu, avec l'arrivée du professionnalisme, le Paris Basket Racing. En 2007 l'équipe fusionne avec le Levallois Sporting Club Basket pour devenir le Paris-Levallois Basket.

## Palmarès
- Champion de France : 1922, 1927
- Vice-champion de France : 1989, 1990 et 1992
- Vainqueur de la Coupe de France : 1984

## Entraîneurs successifs
- ? - 1990 :  Ghislaine Renaud
- 1990 - ? :  Indulis Vanags
- ? - 2007 :  Eric Klein
- 2007 à maintenant :  Vincent Lavandier

## Joueuses célèbres ou marquantes
- Françoise Amiaud
- Catherine Bosero
- Arlette Denis
- Isabelle Désert
- Jacqueline Langlois
- Yannick Souvré
- Paoline Ekambi
- Paulette Octavie